# Megacerdresa cordobensis
Megacerdresa cordobensis är en fjärilsart som beskrevs av Herbert H. Neunzig 1994. Megacerdresa cordobensis ingår i släktet Megacerdresa och familjen mott. Inga underarter finns listade i Catalogue of Life.